# Estats de la Confederació Germànica

La Confederació Germànica, 1815–1866 (en alemany.

Els Estats de la Confederació Germànica van ser aquells Estats que el 20 de juny del 1815 van integrar la Confederació Germànica. Aquesta existí, amb alguns canvis territorials entre els seus Estats membres, fins al 24 d'agost del 1866, sota la presidència de l'austríaca i imperial Casa d'Habsburg, que era representada per un enviat presidencial austríac a la dieta a Frankfurt.
En general, el seu territori coincidia aproximadament amb les fronteres del Sacre Imperi Romanogermànic a l'hora de començar la Revolució francesa, fora de Bèlgica (encara no existent aleshores). Excepte per les dues potències rivals principals, la Monarquia Habsburgica i Prússia, i el marge esquerre del Rin (que França s'havia annexat, amb el diminut comtat de Katzenelnbogen), els altres Estats membres, o els seus precursors, que ara formen la major part d'Alemanya, havien pertangut a la Confederació del Rin napoleònica.
1. L'Imperi austríac, excloent el Regne d'Hongria, el Principat de Transsilvània i Croàcia (tots ells es van convertir en parts del regne apostòlic d'Hongria dins de la monarquia dual danubiana, el Regne Llombardovènet (parts constituents perdudes en favor d'Itàlia en 1859- viz. 1866), Bucovina, els regnes de Dalmàcia i Galítsia
  1. Regne de Bohèmia
  2. Arxiducat d'Àustria (dividit entre Alta Àustria i Baixa Àustria el 1849)
  3. Margraviat de Moràvia
  4. Gran Ducat de Salzburg
  5. Ducat de Caríntia
  6. Ducat de Carniola
  7. Ducat d'Alta i Baixa Silesia
  8. Ducat d'Estíria
  9. Litoral (consistent en Gorizia i Gradisca, Ístria i Trieste)
  10. Comtat de Tirol
  11. Vorarlberg
2. El Regne de Prússia (sense la Poznàni, Prússia Oriental i Prússia Occidental)
  1. Brandenburg
  2. Pomerània
  3. Província del Rin (fins a 1822, Sota Rin i Jülich-Cléveris-Berg)
  4. Saxònia
  5. Silèsia
  6. Westfàlia
3. El Regne de Baviera (el tercer Estat membre més gran)
4. El Regne de Saxònia
5. El Regne de Hannover
6. El Regne de Württemberg
7. L'Electorat de Hessen
8. El Gran Ducat de Baden
9. El Gran Ducat de Hessen
10. El Ducat de Holstein (en unió personal amb el Regne de Dinamarca no va ser un anterior membre de la Confederació del Rin)
  1. El Ducat de Schleswig (un feu de Dinamarca i conjuntament amb el Ducat de Holstein en unió personal amb el Regne de Dinamarca) no va ser un membre anterior tampoc del Sacre Imperi Romanogermànic ni de la Confederació del Rin. El govern secessionista (proalemany) de Schleswig-Holstein (1848-51) va unir Schleswig a la Confederació. Això no va ser reconegut pel govern danès, i l'acord de pau de 1851 especificava que Schleswig no era un membre.
11. El Gran Ducat de Luxemburg (va perdre la meitat del seu territori en l'oest en favor de Bèlgica amb la desintegració del Regne Unit dels Països Baixos en 1839, i a partir de llavors causant l'entrada com a membre del Ducat de Limburg).
12. El Ducat de Limburg (es va convertir en membre en 1839 com a compensació per pèrdues territorials en el Gran Ducat de Luxemburg que van ser causades per la desintegració del Regne Unit dels Països Baixos).
13. El Ducat de Brunsvic (abans el Principat de Wolfenbüttel de Brunsvic-Lüneburg)
14. El Gran Ducat de Mecklenburg-Schwerin
15. El Ducat de Nassau
16. El Gran Ducat de Saxònia-Weimar-Eisenach
17. El Ducat de Saxònia-Gotha-Altenburg (fins al 1825)
18. El Ducat de Sajonia-Coburg-Saalfeld (fins a 1826)
19. El Ducat de Saxònia-Coburg i Gotha (des del 1826)
20. El Ducat de Saxònia-Meiningen
21. El Ducat de Saxònia-Hildburghausen (Saxònia-Altenburg des del 1826)
22. El Gran Ducat de Mecklenburg-Strelitz
23. El Ducat d'Oldenburg (Gran Ducat des de 1829)
24. El Ducat d'Anhalt-Dessau (Ducat d'Anhalt des de 1863)
25. El Ducat d'Anhalt-Bernburg (fins a 1863)
26. El Ducat d'Anhalt-Köthen (fins a 1847)
27. El Principat de Schwarzburg-Sondershausen
28. El Principat de Schwarzburg-Rudolstadt
29. El Principat de Hohenzollern-Hechingen (fusionat amb Prússia en 1850)
30. El Principat de Liechtenstein
31. El Principat de Hohenzollern-Sigmaringen (fusionat amb Prússia en 1850)
32. El Principat de Waldeck i Pyrmont
33. El Principat de Reuss Línia Major
34. El Principat de Reuss Línia Menor
35. El Principat de Schaumburg-Lippe
36. El Principat de Lippe
37. El Landgraviat de Hessen-Homburg (des de 1817)
38. El Ducat de Lauenburg
39. La Ciutat Lliure i Hanseàtica de Lübeck
40. La Ciutat Lliure de Frankfurt del Main
41. La Ciutat Lliure Hanseàtica de Bremen (encara un Estat constitutiu de l'Alemanya federal)
42. La Ciutat Lliure i Hanseàtica d'Hamburg (encara ara Estat constitutiu de la República Federal d'Alemanya)

Les quatre ciutats lliures eren repúbliques per constitució, mentre que tots els altres membres eren monarquies; algunes d'elles constitucionals, unes altres, absolutistes.